# Пексет
Пексет (англосакс.: Pēcsǣtan) — англосаксонська держава, утворена після 590 року саксами, що оселились на землях племені бриґантів та завойованого ними королівства Пік. Перебувало у васальній залежності від Мерсії. На початку VIII століття територія Пексету увійшла до складу Мерсії.

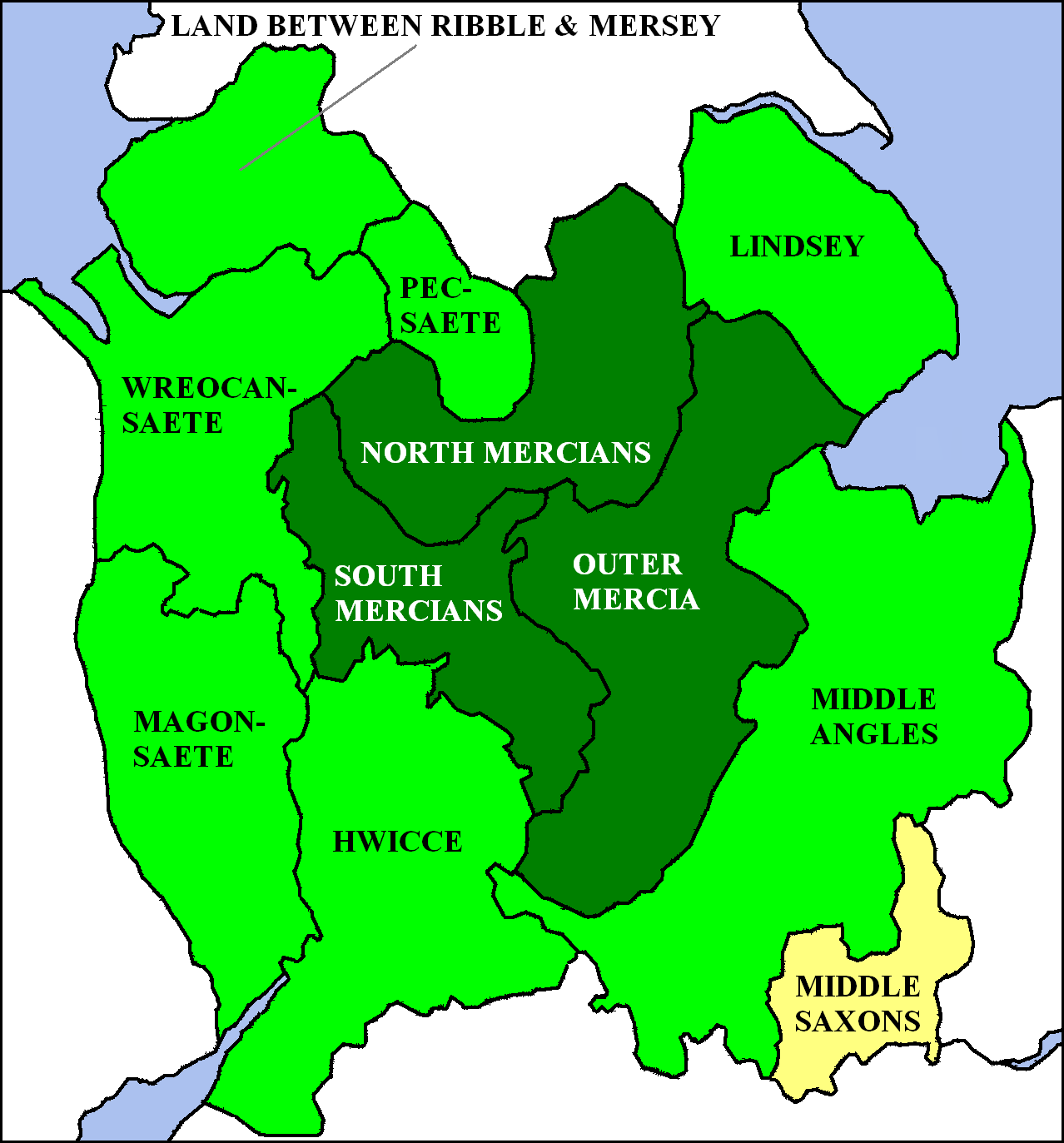
Пексет на мапі Мерсії

Розташовувалось у південній частині Пеннінських гір, нині територія графства Дербішир, на захід від Рокенсету, на схід від Елмету, на північ від Мерсії та на південь від Нортумбрії. Територія Пексету дорівнювала 1200 гайдам, відповідно до «Tribal Hidage».
Назва Пексет буквально означає «мешканці вершини».